# Teofan Grecul
Teofan Grecul (în rusă Феофан Грек, în greacă Θεοφάνης; n. 1335, Constantinopol, Imperiul Roman de Răsărit – d. 1410) a fost un artist bizantin și unul dintre cei mai mari pictori iconari din Rusia.
Printre ucenicii săi s-a numărat și Andrei Rubliov.